# أندرياس شولتسه (سياسي)
أندرياس شولز هو سياسي ألماني، ولد في 1964.